# Autorreferencia
La autorreferencia es un fenómeno que ocurre en el lenguaje natural o formal consistente en una oración o fórmula referente en forma directa a sí misma, a través de algunas oraciones o fórmulas intermedias, o por medio de algunas codificaciones. En filosofía, también se refiere a la habilidad de un sujeto para hablar o referirse a sí mismo. En Matemáticas existe el autovalor, que es el valor o número que asociamos a un contenedor (como hace la computabilidad) pero con el añadido de que puede hacérsele operaciones de grupo o similares sin perder su condición de representar a un contenedor con propiedades grupales. Esta autorreferencia nos permite representar modelos complejos y, en computabilidad, aún no se ha descubierto un equivalente para la compilación de lenguajes. En lenguajes de programación podemos encontrar los lenguajes introspectivos, que pueden incorporar palabras clave que permiten reconfigurar la interpretación semántica de las mismas palabras clave; conseguir este efecto supone un problema a la hora de asegurar la fiabilidad, pero es de una potencia descomunal.
La autorreferencia es posible cuando existen dos niveles lógicos, un nivel y un metanivel. Es más comúnmente usada en matemáticas, filosofía, programación y lingüística. Las oraciones autorreferentes pueden conducir a paradojas (ver antinomia).
También puede entenderse como la referencia ―en el sentido de cita― a una publicación científica propia, con el fin de incrementar artificialmente la propia importancia; o la política de amiguismo científico que utiliza un recurso similar (citar a tu amigo para que tu amigo te cite a su vez).

## Ejemplos de autorreferencia

### Lenguaje natural
- La paradoja de Grelling-Nelson

### Lenguaje formal
Muchos lenguajes de programación implementan como característica la recursión o recursividad, que permite realizar operaciones de modo autorreferencial, tomando como entrada el mismo bloque de código (ya sea una estructura de datos, un objeto o una función) una y otra vez:
```
 
Program
 
Autorreferente
;

 
var
 
p
:
pointer
;

 
begin

  
p
:=
nil
;
 
{p no apunta a nada}

  
p
:=@
p
;
  
{p apunta a sí mismo}

 
end
.

```

### Acrónimos
Un acrónimo recursivo es un acrónimo que se refiere a sí mismo. El ejemplo más conocido de acrónimo recursivo es GNU, que significa «GNU's Not Unix», ‘GNU no es Unix’.